# Lac Yseult
Pour les articles homonymes, voir Yseult.
Le lac Yseult est un lac de la Grande Terre des îles Kerguelen dans les Terres australes et antarctiques françaises (TAAF).

## Géographie
Situé sur le plateau Central, le lac est alimenté en amont par le lac Tristan puis se déverse par son émissaire, la rivière Grisanche, dans le fjord Bossière débouchant dans le golfe du Morbihan.